# Serhiy Kapelus
Serhiy Yuriyevich Kapelus (en ukrainien : Сергій Капелусь) est un joueur ukrainien de volley-ball né le 22 octobre 1982 à Lviv (oblast de Lviv, alors en URSS). Il mesure 1,92 m et joue réceptionneur-attaquant. Il est international ukrainien.

## Clubs
| Club                      | De        | À         |
| ------------------------- | --------- | --------- |
| Krymsoda Krasnoperekopsk  |           | 2007-2008 |
| AZS Politechnika Varsovie | 2008-2009 | 2009-2010 |
| Siatkarz Wieluń           | 2010-2011 | 2010-2011 |
| ZAKSA Kędzierzyn-Koźle    | 2011-2012 | 2012-2013 |
| VK Lokomotiv Kharkiv      | 2013-2014 | ...       |

## Palmarès
- Championnat de Pologne
  - Finaliste : 2013
- Championnat d'Ukraine
  - Finaliste : 2003, 2006
- Coupe de Pologne (1)
  - Vainqueur : 2013